# Vägen till träldom
Vägen till träldom (originaltitel: The Road to Serfdom) är en bok från 1944 skriven av ekonomen Friedrich von Hayek. Boken är fortfarande ofta citerad på grund av sin skarpa kritik av socialism.
Den publicerades ursprungligen av Routledge Press i mars 1944 i Storbritannien, och senare av Chicagos universitet i september 1944. I april 1945 publicerade Reader's Digest en något förkortad version av boken, en version som nådde ut till mer än 600 000 läsare. Boken är översatt till ungefär 20 språk, och är tillägnad "socialister i alla partier". På svenska utkom den 1944 på förlaget P.A. Norstedt & Söner, översatt av M. Loya och C. Sterzel. År 1996 utkom den i en nyöversättning av Margareta Eklöf på Timbro.

## Innehåll
Hayeks huvudargument är att socialismen och planekonomins metoder och mål är centralplanering, som måste minska varje individs ekonomiska frihet att sälja produkter och tjänster, och att bilda företag. Då det är varje persons önskemål att själv bestämma hur denne ska få handla och arbeta, kanske fundamentala mänskliga rättigheter, krävs stora statliga interventioner för att förtrycka handel och företagsbildning. Hayek analyserar olika myndigheters försök att driva sådan ekonomisk politik, och drar slutsatsen att de antingen faller i sina ekonomiska mål, eller leder till totalitarism. Hayek hävdar att länder som Sovjetunionen och Nazityskland redan vandrat "vägen till träldom", och att flera demokratiska länder vandrar samma väg.
Genom boken kritiserar Hayek den demokratiska staten, som han menar tenderar att bli "godtycklig". Det skulle innebära att staten genom ett majoritets stöd skulle kunna kränka vissa minoriteter. För att lösa detta problem och minska risken för att staten ska missbruka sin makt, menar Hayek att makten bör decentraliseras. Han anser därför att ett federalt system, mycket snarlikt det som förekommer i USA bör vara det optimala systemet. Som exempel på godtyckliga stater nämner Hayek bland annat Nazityskland.  
Hayek diskuterar individualism, kollektivism och planekonomi. Boken undersöker förhållandet mellan personlig frihet och statlig auktoritet, och argumenterar för att om statlig kontroll över ekonomin accepteras, kommer detta oundvikligt att leda till ekonomiskt kaos.

## Mottagande
Boken gick totalt emot den då rådande keynesianistiska modell som rådde i Sverige, och sågs som felaktig av bland andra den svenske ekonomen Gunnar Myrdal. Trots, eller på grund av, detta fick von Hayek och Myrdal dela på Sveriges Riksbanks pris i ekonomisk vetenskap till Alfred Nobels minne 1974.